# Христіан Альбертус Бассон
Христіан Альбертус Бассон (англ. Christiaan Albertus Basson) — південноафриканський політик, державний діяч та дипломат. Надзвичайний і Повноважний Посол ПАР в Україні, у Вірменії, Грузії та Молдові за сумісництвом.

## Біографія
У 1968 році закінчив вищу школу Robertson Hoerskool Кейптаун.
У 2014 році — призначений Надзвичайним і Повноважним Послом ПАР в Києві (Україна).
14.09.2014 — вручив вірчі грамоти Президенту України Петру Порошенку.
17.09.2014 — вручив вірчі грамоти Президенту Молдови Ніколає Тімофті.
31.10.2014 — вручив вірчі грамоти Президенту Грузії Георгію Маргвелашвілі.
19.05.2015 — вручив вірчі грамоти Президенту Вірменії Сержу Саргсяну.